# Фейн, Джон, 7-й граф Уэстморленд
Джо́н Фе́йн, 7-й граф Уэстморленд (англ. John Fane, 7th Earl of Westmorland; 24 марта 1685 — 26 августа 1762) — британский аристократ и политический деятель, 7-й граф Уэстморленд (1736–1762).

## Биография
Джон Фейн был четвёртым сыном Вера Фейна, 4-го графа Уэстморленд и его супруги Рейчел Бенс, дочери торговца Джона Бенса и его первой жены Джудит Эндрюс. Получил юридическое образование в Линкольнс-Инне, а затем поступил в Эммануил-колледж, один из колледжей Кембриджского университета.
В 1708 году Фейн был избран в парламент, но в том же году вступил в армию, чтобы участвовать в войне за испанское наследство. Фейн участвовал в битве при Ауденарде (1708), осаде Лилля (1708) и битве при Мальплаке (1709), в которой он был капитаном конного полка. Затем он сосредоточился на военной карьере и продолжал служить в армии, получив чин полковника.
В 1715 году Фейн был переизбран в парламент, где он сначала был сторонников вигов, а при короле Георге II он перешёл к тори. В 1733 году он был возведён в пэрство, получив титул барон Катерлоу. В 1736 году после смерти старшего брата унаследовал его титул, как граф Уэстморленд.
Скончался 26 августа 1762 года в возрасте 77 лет, его титулы и владения были разделены между родственниками.